# Hemerobius poppii
Hemerobius poppii is een insect uit de familie van de bruine gaasvliegen (Hemerobiidae), die tot de orde netvleugeligen (Neuroptera) behoort. 
Hemerobius poppii is voor het eerst wetenschappelijk beschreven door Esben-Petersen in 1921.